# محمود المرضی
محمود المرضی (عربی: محمود نايف أحمد المرضي؛ زادهٔ ۶ اکتبر ۱۹۹۳) بازیکن فوتبال اهل اردن است.
از باشگاه‌هایی که در آن بازی کرده‌است می‌توان به اشاره کرد.
وی همچنین در تیم‌های ملی فوتبال زیر ۲۳ سال اردن و اردن بازی کرده‌است.